# Bỉm Sơn
Bỉm Sơn est une ville de niveau district de la province de Thanh Hóa dans la côte centrale du Nord au Viêt Nam. 

## Présentation
Le district a une superficie de 67,01 km². 